# ゴットフリート・ゼンパー

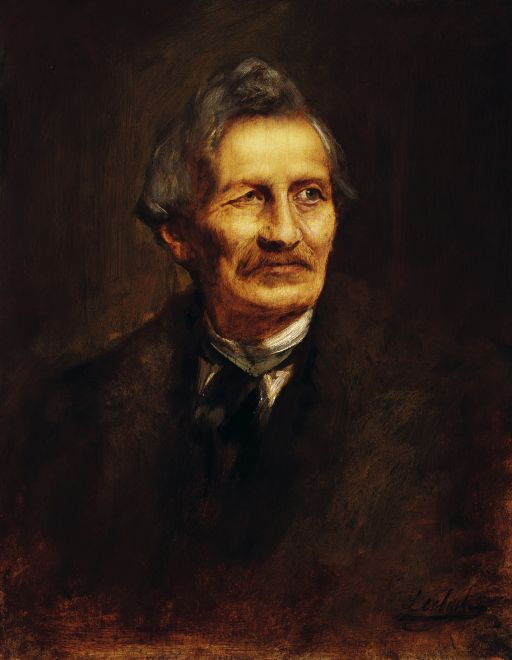
ゴットフリート・ゼンパー

ゴットフリート・ゼンパー（Gottfried Semper、1803年11月29日 - 1879年5月15日）は、19世紀ドイツの建築家。代表作であるドレスデンの歌劇場（ゼンパー・オーパー）などの設計で著名である。

## 経歴
ハンブルクに近いアルトナで商人の子として生れた。ヨハネウム学院を経て大学で法律学を学ぶ一方、ギリシャ芸術に強い関心を寄せていた。卒業後、建築を学ぶため教会堂の修復などに携わるが、決闘事件を起こし、パリに逃亡した。パリで3年ほど古典主義建築を学んだ。その後、イタリア各地で本場のルネサンス建築や古代の遺跡にふれ、大きな感銘を受け、またギリシアで遺跡の実測調査を行った。
1832年にドイツに帰国、新古典主義の建築家シンケルの知遇を得た。このときの模様はドイツ建築の聖火の授受のようであったと形容されることがある。1834年、ドレスデンのザクセン王立芸術学校教授になり、宮廷歌劇場、美術館などを建設。作曲家リヒャルト・ワーグナーと親交を結んだ。
美術館建設中の1849年、ドレスデンで「暴動」が起こると、ゼンパーはこれを支援したため死刑判決を受け、亡命を余儀なくされた（ワーグナーもこのとき同様に亡命した）。パリなどを経てロンドンに赴いた。ロンドンで開催された万国博覧会や、サウス・ケンジントン美術館（現在のヴィクトリア&アルバート美術館）設立にも協力した。このときクリスタル・パレスに感心し、ヘンリー・コールのサークルに接近している。ワーグナーの推薦で1855年設立されたスイス・チューリッヒの工芸大学に招かれ、ここでかねてからの研究をまとめ、主著『様式論』を刊行した（1860年）。このときの工芸大学には歴史家のヤーコブ・ブルクハルトがおり、またブルクハルトだけでなく、フリードリヒ・ニーチェにも影響を与えたとされる。亡命中およびスイス時代に書かれた一連の建築書には『建築の四要素』や『科学、工業、芸術』、『様式論』がある。今日では、後のモダニズム建築をはじめとした建築や建築論に決定的な影響を与えたと見做されている。
1864年、バイエルン国王ルートヴィヒ2世からワーグナー（この時期チューリッヒに滞在していた）とゼンパーが歌劇場建設のためミュンヘンに招かれた。設計が終わり、着工を待つばかりであったが、ワーグナーの反対派のために計画は中止された。バイロイト祝祭劇場はこのときのゼンパー案を、ワーグナーが一部盗用して造ったとされる。
1869年、ドレスデンの宮廷歌劇場が火災により焼失したため、特赦を受けたゼンパーは再建に当たることになった。基本設計を行い、息子のマンフレッド・ゼンパーが実際の建設に当たった。
1871年、皇帝フランツ・ヨーゼフに招かれウィーンに移り、皇宮、博物館、劇場の建設に当たった。古代ローマのフォルム・ロマヌムにちなんだ皇宮拡張計画であったが、ゼンパーの意に反してたびたび計画が変更された。1876年にイタリアへ移り、1879年にローマで死去した。

## 主な作品
- ドレスデン宮廷歌劇場（ゼンパー・オーパー）（初代1838年 - 1841年、2代目1871年 - 1878年）
- ドレスデン美術館（1847年 - 1855年）
- ウィーン宮廷劇場（Burgtheater 弟子のハゼナウアと共同設計）（1874年 - 1888年）
- 美術史美術館（1872年 - 1881年）[1]

※上記の年は建物自体の建設年であり、別の人物が引き継いだものも含む（ゼンパー自身は1876年にイタリアへ「放浪」したため）。

### 日本語訳
- ゴットフリート・ゼムパー、コンラート・フィードラー『ゼムパーからフィードラーへ』河田智成編訳（中央公論美術出版、2016年）
  - ゼムパー「建築芸術の四要素」、フィードラー「建築芸術の本質と歴史」を収録。ISBN 978-4805507605。